# Vikens kapell
Vikens kapell är en kyrkobyggnad i byn Viken i Frostviken vid Kvarnbergsvattnet i Ströms Vattudal. Kapellet tillhör Frostvikens församling i Härnösands stift.

## Kyrkobyggnaden
Vikens kapell är byggt av timmer, brädfodrad och rödmålad. Byggnaden består av långhus, vapenhus och en lägre korutbyggnad med sakristia mot norr. Taket är täckt med spån. Kapellet började byggas 1793 av nybyggarna kring Kvarnbergsvattnet, Björkvattnet och Jormsjön, nästan uteslutande norrmän. Som byggmästare fungerade Enar Persson, inflyttad till Jorm (lokalt namnad Gorm) och även han norrman, som troligen byggde på 'gehör' med någon norsk kyrka som förebild. Kapellet invigdes redan våren 1794 av prosten  Olof Nordenström i Offerdal men stod inte fullt färdigt förrän 1799. Antalet bänkplatser var 125. Enar Persson och hans familj fick de främsta platserna i kapellet där en inskription skall finnas på den högra bänken: "Denna bänk tillhörer Enar Pehrsson och des efter Kommande i Wäster Gorm 1799".
Sedan församlingen fått en ny kyrka i Gäddede 1839 försummades Vikens kapell och började förfalla. I juli 1897 ansåg biskop Johansson i sin ämbetsberättelse till prästmötet, att bland annat Frostvikens gamla kyrka skulle repareras. År 1897 fick byggnaden nya fönster och tornspira. År 1932 byttes takspånet ut. I början av 1950-talet genomfördes en mer omfattande restaurering varvid kapellet bland annat fick blyinfattade fönster och elvärme. Ytterligare restaurering skedde 2008–2009.
Vikens kapell och miljön däromkring är klassad som riksintresse för kulturmiljövården.

## Inventarier
I kapellet finns en fristående altartavla som enligt en påskrift i rött är snickrad 1799 av Jöns Asplund från Äspnäs i Ström. I konstsmide finns ljuskronor och ljusstakar av Levi Johansson från början av 1950-talet.

## Övrigt
Beppe Wolgers gav 1973 ut en diktsamling inspirerad av ett besök i kapellet, med titeln Episod i Vikens kapell: om en händelse i somras. Delar av denna diktsamling finns med på dubbel-LP:n Det for två vita duvor - folkton i Vikens kapell (1973) av Merit Hemmingson och Beppe Wolgers.
52 år senare, i maj 2025, gav Beppe Wolgers sonson, Teodor Wolgers, ut sin musikaliska tolkning av Beppe Wolgers dikter. Teodor Wolger's musikalbum heter Episod i Vikens kapell.